# Natriumhydroxide
Natriumhydroxide, ook wel caustische of bijtende soda genoemd, is een anorganische verbinding met als brutoformule NaOH. De stof komt voor als een witte, hygroscopische vaste stof, die zeer goed oplosbaar is in water. Tijdens het oplossen komt een grote hoeveelheid warmte vrij. De uiteindelijke oplossing wordt ook wel aangeduid als natronloog. Deze waterige oplossing is een sterke base en verdringt zwakkere basen uit hun zouten. Natriumhydroxide is zeer corrosief en kan ernstige brandwonden veroorzaken. De stof geleidt niet in vaste vorm, maar is een elektrolyt en geleidt dus wel in een mengsel met water. In vloeibare vorm geleidt NaOH ook.

## Synthese
Natriumhydroxide kan op verschillende manieren worden geproduceerd. Een eerste methode is de reactie van natriumcarbonaat met calciumhydroxide:
{\displaystyle {\ce {Na2CO3 + Ca(OH)2 -> 2 NaOH + CaCO3}}}
Het slecht oplosbare calciumcarbonaat vormt een neerslag, die uit de oplossing wordt gefilterd. Het goed oplosbare natriumhydroxide bevindt zich in het filtraat. De oplossing kan als zodanig worden gebruikt.
Een meer performante methode is de elektrolyse van een waterige oplossing van natriumchloride. Aan de kathode worden de natriumionen gereduceerd tot natrium, dat vrijwel onmiddellijk met water reageert tot natriumhydroxide:
{\displaystyle {\ce {Na+ + e^- -> Na}}}
{\displaystyle {\ce {2 Na + 2 H2O -> 2 NaOH + H2}}}
Aan de anode wordt chloorgas gevormd, dat weggeleid wordt.
Dit elektrolyseproces wordt op industriële schaal toegepast middels de amalgaam-, diafragma- of membraanmethode. Alle methoden hebben met elkaar gemeen dat er bijkomende reinigings- en concentratiestappen moeten worden doorlopen om watervrij natriumhydroxide te verkrijgen.

## Eigenschappen en reacties
Natriumhydroxide is sterk hygroscopisch: pellets die aan vocht uit de lucht worden blootgesteld zullen vervloeien. De stof reageert eveneens met koolstofdioxide uit de lucht tot natriumwaterstofcarbonaat en natriumcarbonaat:
{\displaystyle {\ce {NaOH + CO2 -> NaHCO3}}}
{\displaystyle {\ce {2 NaOH + CO2 -> Na2CO3 + H2O}}}
Het moet daarom in een afgesloten verpakking worden bewaard.
Natriumhydroxide reageert met sterke en zwakke zuren tot de overeenkomstige natriumzouten (via een neutralisatiereactie):
{\displaystyle {\ce {NaOH + HCl -> Na+ + Cl- + H2O}}}
Deze reactie wordt toegepast bij zuur-basetitraties. Echter, aangezien natriumhydroxide water en koolstofdioxide opneemt, kan het niet als primaire standaard worden gebruikt en moet het eerst gesteld worden op een oertiterstof, zoals oxaalzuur of kaliumwaterstofftalaat.
Natriumhydroxide reageert met aluminium, waardoor natriumaluminaat en waterstofgas gevormd wordt:
{\displaystyle {\ce {2 Al + 2 NaOH + 2 H2O -> 2 NaAlO2 + 3 H2}}}
Van deze reactie wordt gebruikgemaakt bij het Bayerproces.

## Toepassingen
Natriumhydroxide is een sterke base die zowel in het laboratorium als in de industrie veelvuldig wordt gebruikt, onder meer bij de productie van zeep uit vetten (verzeping), kleurstoffen, kunstzijde en cellulose uit hout en stro. Het wordt gebruikt bij de bewerking van katoen en de reiniging van vet, aardolie en petroleum. 
Natriumhydroxide wordt ook aangewend bij de synthese van andere verbindingen, zoals natriumhypochloriet, natriumfosfaat, natriumsulfide en natriumaluminaat.
Het maakt in verdunde oplossing deel uit van gootsteenontstopper, ontharingsmiddelen en haarontkrullers.
In het laboratorium kan het worden gebruikt om in situ ammoniak te bereiden door reactie met ammoniumchloride:
{\displaystyle {\ce {NaOH + NH4Cl -> NH3 + NaCl + H2O}}}
Deze reactie illustreert het feit dat natriumhydroxide, met een pKa van 13, een sterkere base is dan ammoniak.
Natriumhydroxide wordt in de voedingsmiddelenindustrie toegepast als zuurteregelaar onder het E-nummer E524.

## Toxicologie en veiligheid
Natriumhydroxide is een zeer corrosieve stof die huid en ogen kan aantasten. Contact met de huid leidt tot weefselbeschadiging, roodheid, jeuk en ernstige brandwonden. De schadelijkheid is terug te voeren op het feit dat natriumhydroxide de in de huid aanwezige vetten verzeept. Ook de peptidebindingen in proteïnen worden gehydrolyseerd. Contact met de ogen kan leiden tot gezichtsvermindering en blindheid. Oplossingen van natriumhydroxide in water worden als corrosief bestempeld wanneer de concentratie meer dan 2% bedraagt.
Wanneer natriumhydroxide in contact wordt gebracht met water of zuren treedt een grote warmteontwikkeling op. Verder is de stof corrosief voor bepaalde onedele metalen, zoals aluminium en zink. Het kan ook schade toebrengen aan glas.